# فارس بن فالح الخزرجي
فارس بن فالح بن حسن الخزرجي الأنصاري الموصلي (1387 هـ -)، فقيه حنبلي.

## سيرته
ولد في 4 جمادى الآخرة 1387 هـ (الموافق 12 أغسطس 1967م) بـ نينوى، وسكن إسطنبول.
حصل على الدكتوراه العالمية في الفقه المقارن، والماجستير في أصول الفقه، والتخصص في الفقه الأصول الحديث. درس المذهب الشافعي، ثم انتقل إلى المذهب الحنبلي، وتعلم على كبار علماء العراق. فدرس وقرأ عليهم في الفقه والأصول والمصطلح واللغة والعقيدة. ومن أبرزهم أسامة بن جاسم الحمداني الحنبلي الموصلي، وسعد بن عبد الله الجبوري الموصلي، وحازم بن محمد بن عبد الرزاق الموصلي، وصبحي بن جاسم السامرائي.

## خبراته
- تدريس علوم الشريعة بمختلف أنواعها.
- تأسيس (دار الحكمـة) لتحفيظ القرآن وتدريس علومه ثم

تغير الإسم إلى (دار الإمام أحمد بـن حنبل) 2011م / الموصل.
- تأسيس (مجمع الهادي البشير العلمي) 2012م / الموصل.
- برنامج افتائي في إذاعة نون باسم (الجواب الشافي) 2013م.
- تاسيس مدرسة علمية في تركيا باسم (مركز الإمام الأعظم) 2015م.
- مقالات متعددة في الفقه والأصول والحديث على مواقع التواصل وفي مجلة تكوين.[4]

## مؤلفاته
- رفع الملام عن الدارسين لمذاهب الأئمة الأعلام.
- زاد الوصول إلى علم الاصول، متن في أصول فقه الحنابلة
- معين الوصول في شرح زاد الوصول.
- زاد المبتدي في فقه الإمام أحمد بن حنبل، متن مختصر في فقه الحنابلة.
- الكافي في المعتمد في فقه الإمام أحمد بن حنبل، مختصر كتاب الكافي في فقه الحنابلة.
- سبيل السداد شرح لمعة الاعتقاد.
- اتباع الأثر في شرح العين والأثر.
- الفرق بين العينة والتورق دراسة فقهية مقارنة.
- أثر اعتبار المصالح والمفاسد في الفتوى.
- المهذب المعتمد من أصول المذهب، كتاب مصنف وفق أصول المذهب الحنبلي يقع في ٤٠٠ صفحة.
- بيان حكم الجبة النسائية القصيرة والبنطال، رسالة في حجاب المرأة.
- رسالة في اعتقاد أهل السنة والجماعة للمبتدئين.
- الإيجاز في اختصار الغاية، اختصار لكتاب غاية السول إلى علم الأصول بتقرير القول المعتمد.
- تخريج المعتمد من فروع الحنبلية على قواعد المذهب الأصولية، من قواعد ابن اللحام.
- المِزودة في اصطلاح الحديث.
- تخريج النوازل المعاصرة على معتمد مذهب الحنابلة.